# Johann Eustach von Görtz

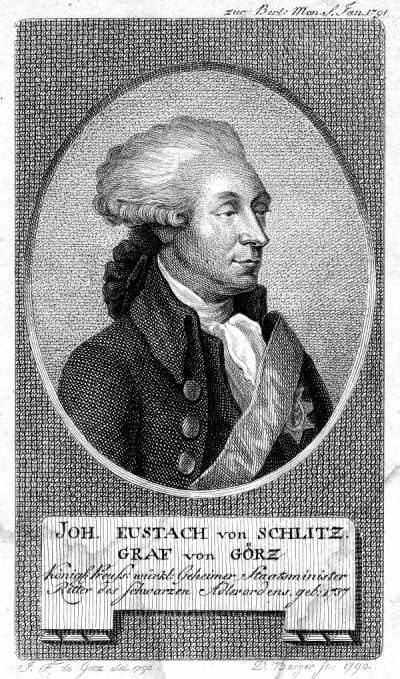
Johann Eustach von Görtz w roku 1790

Johann Eustach von Görtz, właściwie: J.H. hrabia von Schlitz, zwany J.H. von Görtz (ur. 5 kwietnia 1737 w Schlitz, zm. 7 sierpnia 1821 w Ratyzbonie) – pruski dyplomata i polityk.

## Życiorys
Rodzina Schlitz miała swe dobra rodowe (Schlitz) w Hesji koło Vogelsbergu.
Görtz, studiował w latach 1752–1755 w Lejdzie i Strasburgu. W roku 1755 wstąpił w służbę Księstwa Weimaru, a potem Księstwa Gotajskiego. Jego podopiecznymi w latach 1762–1775 byli książęta weimarscy Carl August i Konstantin. 
W roku 1778 Fryderyk Wielki wysłał go jako posła do Monachium i Zweibrücken (Księstwa Dwóch Mostów). Miał zaproponować rozbiór Bawarii między wiele stron w razie spodziewanej śmierci elektora Maksymiliana IV, przeciw czemu protestował spodziewający się całości dziedzictwa brat elektora książę Karol III August von Zweibrücken. 
W latach 1779–1785 poseł pruski w Petersburgu. Niestety mimo jego starań Katarzyna Wielka odeszła od sojuszu z Prusami.
Po śmierci Fryderyka Wielkiego (1786) Fryderyk Wilhelm II wysłał go do Holandii by pogodził "Patriotów" i Oranżystów. Pruski wysłannik na sejm Rzeszy (Reichstagsgesandter) w Ratyzbonie w latach 1788–1806.
Napisał wiele prac o Rosji i dyplomacji.

## Prace von Görtza
- Mémoire sur la Russie. 1786. Eingel. u. hrsg. von Wolfgang Stribrny. Wiesbaden: Harrassowitz 1969.
- Mémoire, ou précis historique sur la neutralité armée et son origine suivi de pièces justificatives. Bazylea. 1801.
  - The secret history of the armed neutrality. Together with memoirs, official letters & state-papers, illustrative of that celebrated confederacy: never before published. Written originally in French by a German nobleman. Translated by A******** H****. London: printed for J. Johnson, and R. Faulder, 1792. Mikrofilm-Ausgabe Woodbridge, Conn.: Research Publications, Inc., 1986.
- Mémoires et actes authentiques relatifs aux négociations qui ont précédé le partage de la Pologne. Weimar, 1810.
- Mémoire historique de la négociation en 1778 pour la succession de la Bavière. Frankfurt a. M., 1812.
- Memoiren eines deutschen Staatsmannes aus den Jahren 1788–1816. Leipzig: Fleischer 1833.

- Pośmiertnie ukazało się: Historische und politische Denkwürdigkeiten. Stuttgart, 1827–28, 2 Bde.

## Literatura
- Heinrich Sippel: Der preußische Staatsminister Johann Eustach von Schlitz: e. Leben für d. Diplomatie. 1981. Schlitz im Spiegel der Geschichte; Heft 6.